# Nejproduktivnější hráč (KHL)
Nejproduktivnější hráč KHL je trofej udělovaná nejlepšímu hráči v  kanadském bodování sezóny.

## Držitelé
| Ročník                      | Hráč             | Tým                    | Počet branek | Počet asistencí | Počet bodů |
| --------------------------- | ---------------- | ---------------------- | ------------ | --------------- | ---------- |
| 2008/09                     | Sergej Mozjakin  | Atlant Mytišči         | 34           | 42              | 76         |
| 2009/10                     | Sergej Mozjakin  | Atlant Mytišči         | 27           | 39              | 66         |
| 2010/11                     | Alexandr Radulov | Salavat Julajev Ufa    | 20           | 60              | 80         |
| 2011/12                     | Alexandr Radulov | Salavat Julajev Ufa    | 25           | 38              | 63         |
| 2012/13                     | Sergej Mozjakin  | Metallurg Magnitogorsk | 35           | 41              | 76         |
| 2013/14                     | Sergej Mozjakin  | Metallurg Magnitogorsk | 34           | 39              | 73         |
| 2014/15                     | Alexandr Radulov | CSKA Moskva            | 24           | 47              | 71         |
| 2015/16                     | Sergej Mozjakin  | Metallurg Magnitogorsk | 32           | 35              | 67         |
| 2016/17                     | Sergej Mozjakin  | Metallurg Magnitogorsk | 48           | 37              | 85         |
| 2017/18                     | Ilja Kovalčuk    | SKA Petrohrad          | 31           | 32              | 63         |
| 2018/19                     | Nikita Gusev     | SKA Petrohrad          | 17           | 65              | 82         |
| 2019/20                     | Vadim Šipačov    | HK Dynamo Moskva       | 17           | 48              | 65         |
| 2020/21                     | Vadim Šipačov    | HK Dynamo Moskva       | 20           | 47              | 67         |
| 2021/22                     | Vadim Šipačov    | HK Dynamo Moskva       | 24           | 43              | 67         |
| 2022/23                     | Dmitrij Jaškin   | SKA Petrohrad          | 40           | 22              | 62         |
| 2023/24                     | Nikita Gusev     | HK Dynamo Moskva       | 23           | 66              | 89         |
| 2024/25                     | Joshua Leivo     | Salavat Julajev Ufa    | 49           | 31              | 80         |
| Zdroj na eliteprospects.com |                  |                        |              |                 |            |

## Top 5 nejlepších z ČR
- Zdroj = [1]

| Po. | Hráč           | Počet zápasů | Počet branek | Počet asistencí | Počet bodů |
| --- | -------------- | ------------ | ------------ | --------------- | ---------- |
| 1.  | Jan Kovář      | 368          | 129          | 248             | 377        |
| 2.  | Lukáš Kašpar   | 402          | 108          | 153             | 261        |
| 3.  | Roman Červenka | 282          | 106          | 125             | 231        |
| 4.  | Jiří Novotný   | 440          | 79           | 136             | 215        |
| 5.  | Zbyněk Irgl    | 361          | 97           | 108             | 205        |